# Route nationale 661
Die Route nationale 661, kurz N 661 oder RN 661, war eine französische Nationalstraße, die von 1933 bis 1973 zwischen Tournon-d’Agenais und Villeneuve-sur-Lot verlief. Ihre Länge betrug 26 Kilometer.